# Walter Payton Man of the Year Award
Ne doit pas être confondu avec Walter Payton Award.
Pour les articles homonymes, voir Payton.

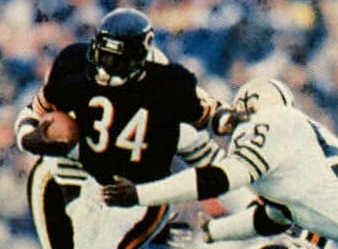
Walter Payton (chasuble noir, numéro 34) court, ballon à la main, et tente d’éviter le joueur des Saints de New Orleans (chasuble blanc), le 7 octobre 1984. Il battra à cette occasion le record de vitesse de NFL (National Football League).

Le Walter Payton Man of the Year Award (Prix « Walter Payton » de l'homme de l'année) est remis annuellement par la National Football League et récompense un joueur de football américain qui excelle dans ce sport et s'implique dans une œuvre caritative en dehors du terrain.
Avant 1999, il s'appelait simplement NFL Man of the Year Award mais il a été renommé peu de temps après la mort du running back des Chicago Bears Walter Payton qui avait lui-même remporté ce prix en 1977.
Chaque année, le vainqueur est sélectionné parmi 32 nommés de 32 équipes différentes. Des juges parmi lesquels on compte Paul Tagliabue, Connie Payton — la veuve de Walter Payton —, des anciens joueurs ainsi que le vainqueur du prix la saison précédente élisent le vainqueur du trophée. Celui-ci voit une somme de 25 000 dollars remise à l'œuvre caritative de son choix et en son nom par la NFL. Les 31 autres finalistes reçoivent chacun 1 000 dollars également pour l'œuvre de leur choix.

## Palmarès
| Saison | Joueur              | Position         | Équipe                        |
| ------ | ------------------- | ---------------- | ----------------------------- |
| 1970   | Johnny Unitas       | Quarterback      | Colts de Baltimore            |
| 1971   | John Hadl           | Quarterback      | Chargers de San Diego         |
| 1972   | Willie Lanier       | Linebacker       | Chiefs de Kansas City         |
| 1973   | Len Dawson          | Quarterback      | Chiefs de Kansas City         |
| 1974   | George Blanda       | Quarterback      | Raiders d'Oakland             |
| 1975   | Ken Anderson        | Quarterback      | Bengals de Cincinnati         |
| 1976   | Franco Harris       | Running back     | Steelers de Pittsburgh        |
| 1977   | Walter Payton       | Running back     | Bears de Chicago              |
| 1978   | Roger Staubach      | Quarterback      | Cowboys de Dallas             |
| 1979   | Joe Greene          | Defensive tackle | Steelers de Pittsburgh        |
| 1980   | Harold Carmichael   | Wide receiver    | Eagles de Philadelphie        |
| 1981   | Lynn Swann          | Wide receiver    | Steelers de Pittsburgh        |
| 1982   | Joe Theismann       | Quarterback      | Redskins de Washington        |
| 1983   | Rolf Benirschke     | Kicker           | Chargers de San Diego         |
| 1984   | Marty Lyons         | Defensive tackle | Jets de New York              |
| 1985   | Dwight Stephenson   | Centre           | Dolphins de Miami             |
| 1986   | Reggie Williams     | Linebacker       | Bengals de Cincinnati         |
| 1987   | Dave Duerson        | Safety           | Bears de Chicago              |
| 1988   | Steve Largent       | Wide receiver    | Seahawks de Seattle           |
| 1989   | Warren Moon         | Quarterback      | Oilers de Houston             |
| 1990   | Mike Singletary     | Linebacker       | Bears de Chicago              |
| 1991   | Anthony Muñoz       | Offensive tackle | Bengals de Cincinnati         |
| 1992   | John Elway          | Quarterback      | Broncos de Denver             |
| 1993   | Derrick Thomas      | Linebacker       | Chiefs de Kansas City         |
| 1994   | Junior Seau         | Linebacker       | Chargers de San Diego         |
| 1995   | Boomer Esiason      | Quarterback      | Jets de New York              |
| 1996   | Darrell Green       | Cornerback       | Redskins de Washington        |
| 1997   | Troy Aikman         | Quarterback      | Cowboys de Dallas             |
| 1998   | Dan Marino          | Quarterback      | Dolphins de Miami             |
| 1999   | Cris Carter         | Wide receiver    | Vikings du Minnesota          |
| 2000   | Jim Flanigan        | Linebacker       | Buccaneers de Tampa Bay       |
| 2000   | LaDainian Tomlinson | Defensive tackle | Bears de Chicago              |
| 2001   | Jerome Bettis       | Running back     | Steelers de Pittsburgh        |
| 2002   | Troy Vincent        | Cornerback       | Eagles de Philadelphie        |
| 2003   | Will Shields        | Offensive guard  | Chiefs de Kansas City         |
| 2004   | Warrick Dunn        | Running back     | Falcons d'Atlanta             |
| 2005   | Peyton Manning      | Quarterback      | Colts d'Indianapolis          |
| 2006   | Drew Brees          | Quarterback      | Saints de La Nouvelle-Orléans |
| 2006   | LaDainian Tomlinson | Running back     | Chargers de San Diego         |
| 2007   | Jason Taylor        | Defensive end    | Dolphins de Miami             |
| 2008   | Kurt Warner         | Quarterback      | Cardinals de l'Arizona        |
| 2009   | Brian Waters        | Offensive guard  | Chiefs de Kansas City         |
| 2010   | Madieu Williams     | Safety           | Vikings du Minnesota          |
| 2011   | Matt Birk           | Centre           | Ravens de Baltimore           |
| 2012   | Jason Witten        | Tight end        | Cowboys de Dallas             |
| 2013   | Charles Tillman     | Cornerback       | Bears de Chicago              |
| 2014   | Thomas Davis        | Linebacker       | Panthers de la Caroline       |
| 2015   | Anquan Boldin       | Wide receiver    | 49ers de San Francisco        |
| 2016   | Eli Manning         | Quarterback      | Giants de New York            |
| 2016   | Larry Fitzgerald    | Wide receiver    | Cardinals de l'Arizona        |
| 2017   | J. J. Watt          | Defensive end    | Texans de Houston             |
| 2018   | Chris Long          | Defensive end    | Eagles de Philadelphie        |
| 2019   | Calais Campbell     | Defensive End    | Jaguars de Jacksonville       |
| 2020   | Russell Wilson      | Quarterback      | Seahawks de Seattle           |
| 2021   | Andrew Whitworth    | Offensive tackle | Rams de Los Angeles           |
| 2022   | Dak Prescott        | Quarterback      | Cowboys de Dallas             |